# Monolith Productions
Monolith Productions – przedsiębiorstwo specjalizujące się w tworzeniu gier komputerowych istniejące w latach 1994–2025. Zostało założone w październiku 1994 roku w Kirkland w Stanach Zjednoczonych. Na początku działalności spółka stworzyła demo, bazujące na prototypie systemu Windows, pokazując jego możliwości w grach, dzięki czemu nawiązała współpracę z Microsoftem. Jest też twórcą silnika graficznego LithTech. W 2004 roku Monolith został kupiony przez Time Warner.
W lutym 2025 roku Warner Bros. Games podjęło decyzję o zamknięciu Monolith Productions, Player First Games i Warner Bros. Games San Diego oraz o zaniechaniu dalszych prac nad grą związaną z postacią Wonder Woman, które rozpoczęto w 2021 roku.

## Wyprodukowane gry
| Tytuł                                           | Rok  | Platforma                                                           | Silnik gry                      |
| ----------------------------------------------- | ---- | ------------------------------------------------------------------- | ------------------------------- |
| Blood                                           | 1997 | DOS                                                                 | Build engine                    |
| Blood Plasma Pak                                | 1997 | DOS                                                                 | Build engine                    |
| Kapitan Pazur                                   | 1997 | Windows                                                             | WAP32                           |
| Get Medieval                                    | 1998 | Windows                                                             | WAP32                           |
| Shogo: Mobile Armor Division                    | 1998 | Windows, Mac OS                                                     | Lithtech 1.0                    |
| Blood II: The Chosen                            | 1998 | Windows                                                             | Lithtech 1.0                    |
| Blood II: The Chosen – The Nightmare Levels     | 1998 | Windows                                                             | Lithtech 1.0                    |
| Gruntz                                          | 1999 | Windows                                                             | WAP32                           |
| Sanity: Aiken’s Artifact                        | 2000 | Windows                                                             | Lithtech 2.0/2.2                |
| No One Lives Forever                            | 2000 | Windows, Playstation 2, OS X                                        | Lithtech 2.0/2.2                |
| Aliens versus Predator 2                        | 2001 | Windows                                                             | Lithtech Talon                  |
| No One Lives Forever 2: A Spy in H.A.R.M.’s Way | 2002 | Windows, OS X                                                       | Lithtech Jupiter                |
| Tron 2.0                                        | 2003 | Windows                                                             | Lithtech Jupiter                |
| Contract J.A.C.K.                               | 2003 | Windows                                                             | Lithtech Jupiter                |
| The Matrix Online                               | 2005 | Windows                                                             | Lithtech Discovery              |
| F.E.A.R.                                        | 2005 | Windows, Playstation 3, Xbox 360                                    | Lithtech: Jupiter Extended (EX) |
| Condemned: Criminal Origins                     | 2005 | Windows, Xbox 360                                                   | Lithtech: Jupiter Extended (EX) |
| Condemned 2: Bloodshot                          | 2008 | Playstation 3, Xbox 360                                             | Lithtech: Jupiter Extended (EX) |
| F.E.A.R. 2: Project Origin                      | 2009 | Windows, Playstation 3, Xbox 360                                    | Lithtech: Jupiter Extended (EX) |
| Gotham City Impostors                           | 2012 | Windows, PlayStation 3, Xbox 360                                    | Lithtech: Jupiter Extended (EX) |
| Guardians of Middle-earth                       | 2012 | Microsoft Windows, PlayStation 3, Xbox 360                          |                                 |
| Śródziemie: Cień Mordoru                        | 2014 | Microsoft Windows, PlayStation 3, Xbox 360, PlayStation 4, Xbox One |                                 |
| Śródziemie: Cień wojny                          | 2017 | Microsoft Windows, PlayStation 4, Xbox One                          |                                 |

## Wydane gry
| Tytuł                                | Rok  | Platforma       |
| ------------------------------------ | ---- | --------------- |
| Claw                                 | 1997 | Windows         |
| Get Medieval                         | 1998 | Windows         |
| Shogo: Mobile Armor Division         | 1998 | Windows, Mac OS |
| Rage of Mages                        | 1998 | Windows         |
| Septerra Core: Legacy of the Creator | 1999 | Windows         |
| Rage of Mages II: Necromancer        | 1999 | Windows         |
| Gruntz                               | 1999 | Windows         |
| Gorky 17                             | 1999 | Windows         |